# Carvalho de Egas
Carvalho de Egas é uma povoação portuguesa do Município de Vila Flor que foi sede da extinta Freguesia de Carvalho de Egas, freguesia que tinha 2,82 km² de área e 114 habitantes (2011), e, por isso, uma densidade populacional de 40,4 hab/km².
A Freguesia de Carvalho de Egas foi extinta em 2013, no âmbito de uma reforma administrativa nacional, tendo sido agregada à Freguesia de Candoso para formar uma nova freguesia denominada união das freguesias de Candoso e Carvalho de Egas com sede em Candoso.

## População
| População da freguesia de Carvalho de Egas | População da freguesia de Carvalho de Egas | População da freguesia de Carvalho de Egas | População da freguesia de Carvalho de Egas | População da freguesia de Carvalho de Egas | População da freguesia de Carvalho de Egas | População da freguesia de Carvalho de Egas | População da freguesia de Carvalho de Egas | População da freguesia de Carvalho de Egas | População da freguesia de Carvalho de Egas | População da freguesia de Carvalho de Egas | População da freguesia de Carvalho de Egas | População da freguesia de Carvalho de Egas | População da freguesia de Carvalho de Egas | População da freguesia de Carvalho de Egas |
| ------------------------------------------ | ------------------------------------------ | ------------------------------------------ | ------------------------------------------ | ------------------------------------------ | ------------------------------------------ | ------------------------------------------ | ------------------------------------------ | ------------------------------------------ | ------------------------------------------ | ------------------------------------------ | ------------------------------------------ | ------------------------------------------ | ------------------------------------------ | ------------------------------------------ |
| 1864                                       | 1878                                       | 1890                                       | 1900                                       | 1911                                       | 1920                                       | 1930                                       | 1940                                       | 1950                                       | 1960                                       | 1970                                       | 1981                                       | 1991                                       | 2001                                       | 2011                                       |
| 199                                        | 233                                        | 262                                        | 216                                        | 222                                        | 212                                        | 253                                        | 282                                        | 302                                        | 312                                        | 181                                        | 160                                        | 141                                        | 134                                        | 114                                        |

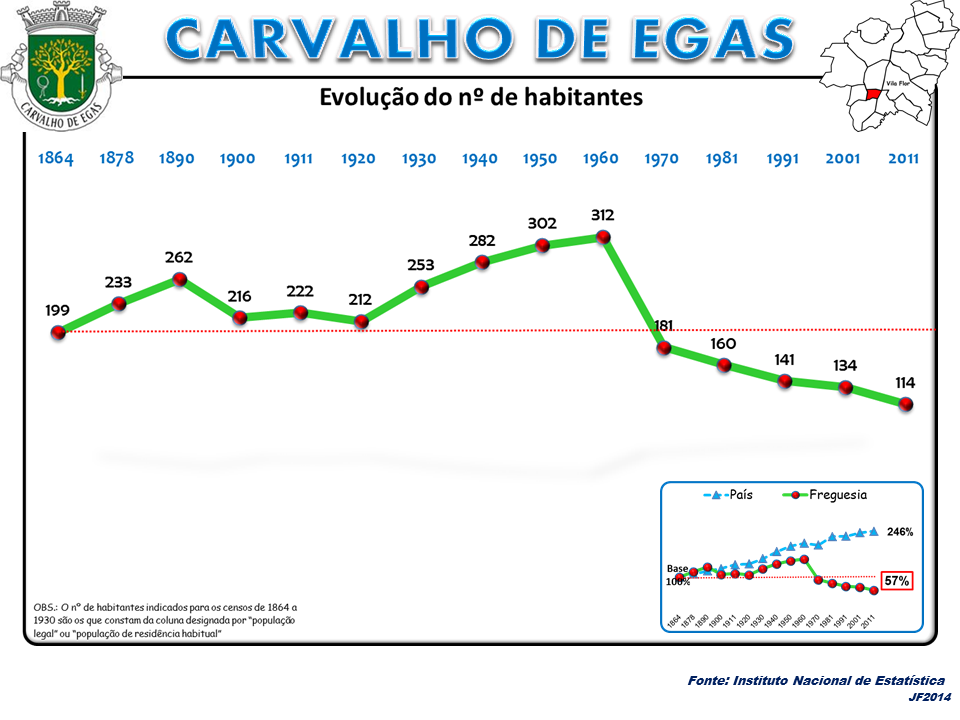
Evolução da População 1864 / 2011
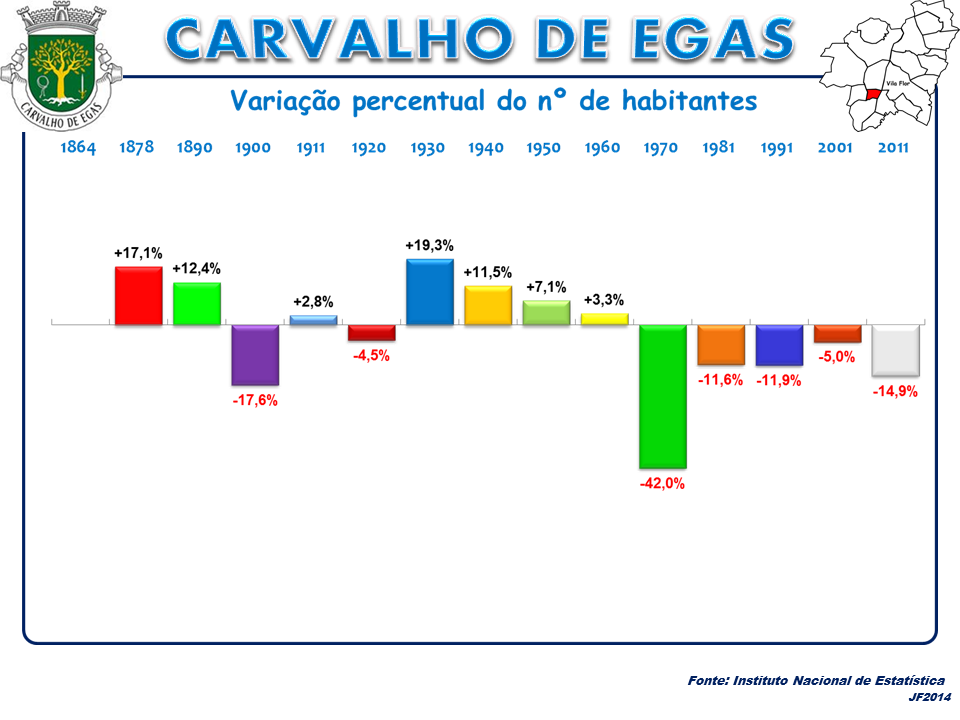
Variação da População 1864 / 2011
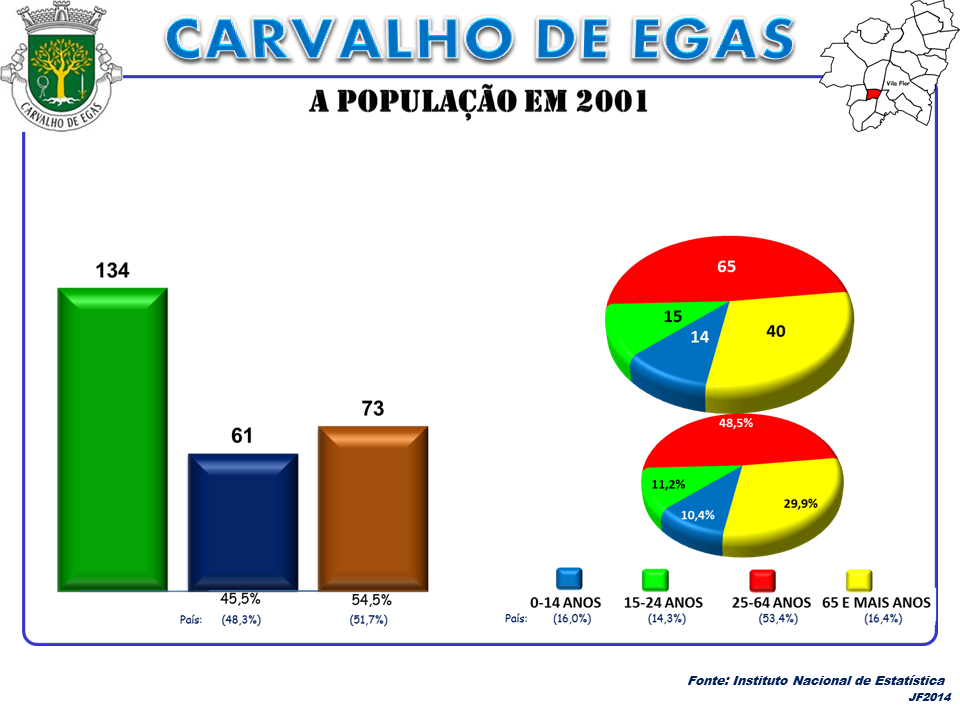
A População em 2001
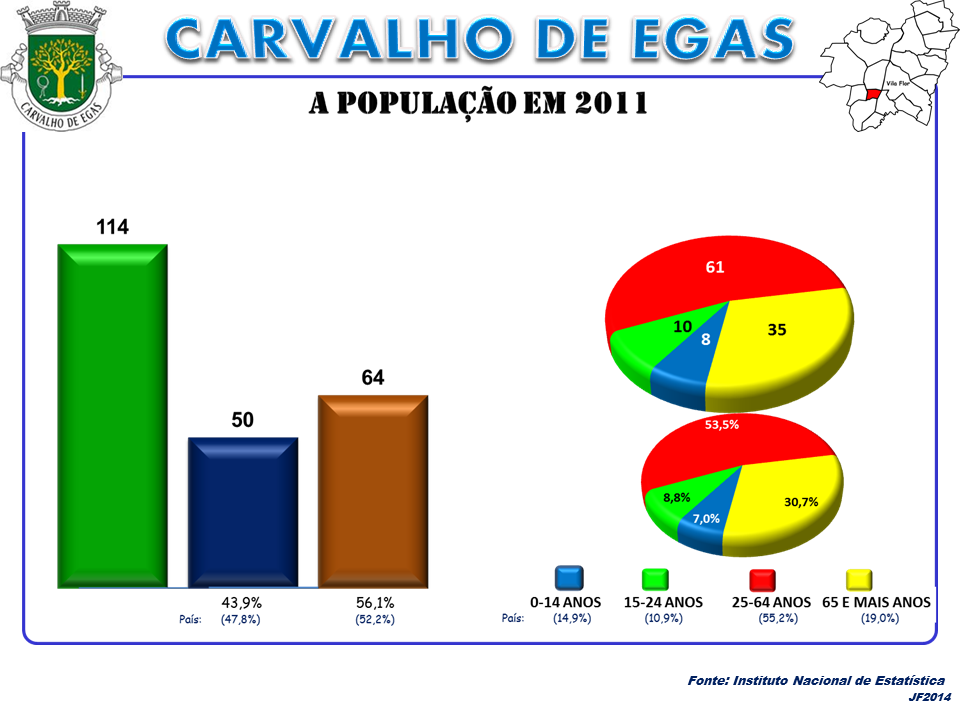
A População em 2011